# Campeonato Potiguar de Futebol Sub-20 de 2023
O Campeonato Potiguar Sub-20 de 2023 foi uma competição futebolística do Rio Grande do Norte organizado pela Federação Norte-rio-grandense de Futebol (FNF). O torneio contou com a participação de 14 clubes, iniciou em 26 de julho e teve sua final disputada no dia 29 de setembro.
Na fase de grupos, o ABC Futebol Clube ficou invicto e teve a melhor campanha, com cinco vitórias e um empate.
A última partida da fase de grupos ocorreu no dia 1° de setembro, mas tanto o Alecrim Futebol Clube quanto o Parnamirim já não tinham mais chances de se classificarem para a próxima etapa da competição. A fase do mata-mata se iniciou no dia 3 de setembro com as partidas válidas pelas quartas de final.
Apesar da expectativa da partida final ocorrer na Arena das Dunas, a disputa da final foi realizada entre o América-RN e o Potyguar Seridoense no estádio Juvenal Lamartine. O campeão do torneio foi o time Americano, que venceu a disputa de pênaltis por 5 a 4 após empate com o time de Currais Novos, o qual teve o melhor ataque da competição com 32 gols.

## Regulamento
O campeonato foi dividido inicialmente em dois grupos de 7 equipes cada, que se enfrentaram em seis partidas, sendo três dentro de casa e três fora. Os quatro melhores colocados de cada grupo disputaram as quartas de final que, assim como a etapa de semifinais, tiveram jogos de ida e volta. Já a final foi disputada em partida única (sob mando da FNF) decretando o vencedor do torneio, o qual terá vaga garantida na Copa do Brasil e Copa do Nordeste da categoria.

## Partidas

### 1ª rodada
| Data        | Estádio           | Confronto                        | Resultado |
| ----------- | ----------------- | -------------------------------- | --------- |
| 5 de agosto | Juvenal Lamartine | Visão Celeste X Atlético Potengi | 2 X 2     |
| 5 de agosto | Nazarenão         | Laguna X UNIVAP                  | 4 X 1     |
| 6 de agosto | Juvenal Lamartine | Força e Luz X Potiguar           | 1 X 5     |
| 6 de agosto | Ten. Luiz Gonzaga | América RN X Potyguar Seridoense | 1 X 2     |
| 6 de agosto | Juvenal Lamartine | Força e Luz X Potiguar           | 1 X 5     |
| 6 de agosto | Frasqueirão       | ABC X Estrela Potiguar           | 2 X 1     |

### 2ª rodada
| Data         | Estádio              | Confronto                         | Resultado |
| ------------ | -------------------- | --------------------------------- | --------- |
| 9 de agosto  | Juvenal Lamartine    | Parnamirim X ABC                  | 1 X 3     |
| 9 de agosto  | Tenente Luiz Gonzaga | Estrela Potiguar X Visão Celeste  | 0 X 4     |
| 9 de agosto  | Juvenal Lamartine    | Força e Luz X Potyguar Seridoense | 0 X 6     |
| 10 de agosto | Juvenal Lamartine    | Atlético Potengi X Alecrim        | 1 X 0     |
| 10 de agosto | Antônio Lopes Filho  | UNIVAP X América RN               | 0 X 1     |
| 10 de agosto | Nogueirão            | Potiguar X Globo FC               | 0 X 0     |

### 3ª rodada
| Data         | Estádio             | Confronto                      | Resultado |
| ------------ | ------------------- | ------------------------------ | --------- |
| 12 de agosto | Juvenal Lamartine   | Visão Celeste X Parnamirim     | 4 X 0     |
| 12 de agosto | Frasqueirão         | ABC X Riachuelo                | 0 X 0     |
| 13 de agosto | Barrettão           | Globo FC X Potyguar Seridoense | 3 X 1     |
| 13 de agosto | Antônio Lopes Filho | UNIVAP X Força e Luz           | 0 X 0     |
| 14 de agosto | Juvenal Lamartine   | América RN X Laguna            | 2 X 1     |
| 29 de agosto | Juvenal Lamartine   | Alecrim X Estrela Potiguar     | 1 X 3     |

### 4ª rodada
| Data           | Estádio              | Confronto                           | Resultado |
| -------------- | -------------------- | ----------------------------------- | --------- |
| 16 de agosto   | Juvenal Lamartine    | Riachuelo X Visão Celeste           | 2 X 5     |
| 16 de agosto   | Tenente Luiz Gonzaga | Estrela Potiguar X Atlético Potengi | 0 X 0     |
| 16 de agosto   | Juvenal Lamartine    | Potyguar Seridoense X Potiguar      | 1 X 2     |
| 16 de agosto   | Antônio Lopes Filho  | UNIVAP X Globo FC                   | 0 X 1     |
| 17 de agosto   | Nazarenão            | Laguna X Força e Luz                | 6 X 0     |
| 01 de setembro | Juvenal Lamartine    | Parnamirim X Alecrim                | 0 X 3     |

### 5ª rodada
| Data         | Estádio           | Confronto                     | Resultado |
| ------------ | ----------------- | ----------------------------- | --------- |
| 19 de agosto | Juvenal Lamartine | Visão Celeste X ABC           | 1 X 2     |
| 20 de agosto | Juvenal Lamartine | Alecrim X Riachuelo           | 0 X 2     |
| 20 de agosto | Juvenal Lamartine | Atlético Potengi X Parnamirim | 2 X 2     |
| 20 de agosto | Barrettão         | Globo FC X Laguna             | 2 X 1     |
| 20 de agosto | Nogueirão         | Potiguar X UNIVAP             | 2 X 2     |
| 21 de agosto | Juvenal Lamartine | Força e Luz X América RN      | 1 X 6     |

### 6ª rodada
| Data         | Estádio           | Confronto                     | Resultado |
| ------------ | ----------------- | ----------------------------- | --------- |
| 23 de agosto | Juvenal Lamartine | Riachuelo X Atlético Potengi  | 0 X 5     |
| 23 de agosto | Juvenal Lamartine | Parnamirim X Estrela Potiguar | 2 X 4     |
| 23 de agosto | Frasqueirão       | ABC X Alecrim                 | 3 X 0     |
| 23 de agosto | Nazarenão         | Laguna X Potiguar             | 3 X 0     |
| 24 de agosto | Juvenal Lamartine | América RN X Globo            | 2 X 1     |
| 24 de agosto | Juvenal Lamartine | Potyguar Seridoense X UNIVAP  | 7 X 1     |

### 7ª rodada
| Data         | Estádio              | Confronto                    | Resultado |
| ------------ | -------------------- | ---------------------------- | --------- |
| 26 de agosto | Juvenal Lamartine    | Alecrim X Visão Celeste      | 2 X 1     |
| 26 de agosto | Tenente Luiz Gonzaga | Estrela Potiguar X Riachuelo | 1 X 1     |
| 26 de agosto | Juvenal Lamartine    | Atlético Potengi X ABC       | 0 X 1     |
| 27 de agosto | Juvenal Lamartine    | Potyguar Seridoense X Laguna | 3 X 2     |
| 27 de agosto | Barrettão            | Globo FC X Força e Luz       | 4 X 0     |
| 27 de agosto | Nogueirão            | Potiguar X América RN        | 1 X 2     |

### Quartas de final
Jogo de ida
| Data          | Estádio           | Confronto                           | Resultado |
| ------------- | ----------------- | ----------------------------------- | --------- |
| 3 de setembro | Juvenal Lamartine | Atlético Potengi X Globo FC         | 1 X 6     |
| 3 de setembro | Juvenal Lamartine | Estrela Potiguar X América RN       | 0 X 1     |
| 4 de setembro | Nazarenão         | Laguna X ABC                        | 0 X 1     |
| 6 de setembro | Juvenal Lamartine | Potyguar Seridoense X Visão Celeste | 1 X 1     |

Jogo de volta
| Data           | Estádio           | Confronto                           | Resultado |
| -------------- | ----------------- | ----------------------------------- | --------- |
| 9 de setembro  | Arena América     | América RN X Estrela Potiguar       | 3 X 0     |
| 9 de setembro  | Barrettão         | Globo FC X Atlético Potengi         | 2 X 1     |
| 10 de setembro | Juvenal Lamartine | Visão Celeste X Potyguar Seridoense | 1 X 6     |
| 10 de setembro | Frasqueirão       | ABC X Laguna                        | 2 X 2     |

### Semifinais
Jogo de ida
| Data           | Estádio           | Confronto                 | Resultado |
| -------------- | ----------------- | ------------------------- | --------- |
| 16 de setembro | Barrettão         | Globo FC X América RN     | 1 X 1     |
| 17 de setembro | Juvenal Lamartine | Potyguar Seridoense X ABC | 1 X 1     |

Jogo de volta
| Data           | Estádio       | Confronto                 | Resultado |
| -------------- | ------------- | ------------------------- | --------- |
| 20 de setembro | Arena América | América RN X Globo FC     | 2 X 1     |
| 21 de setembro | Frasqueirão   | ABC X Potyguar Seridoense | 0 X 1     |

### Final
| Data           | Estádio           | Confronto                        | Resultado          |
| -------------- | ----------------- | -------------------------------- | ------------------ |
| 29 de setembro | Juvenal Lamartine | América-RN X Potyguar Seridoense | 2 X 2 (5 X 4 pen.) |

## Classificação
Grupo A
Grupo B